# 댄 브루서스
데니스 조지프 "댄" 브루서스(Dennis Joseph "Dan" Brouthers, /ˈbruːθərz/, 1858년 5월 8일~1932년 8월 2일)는 미국의 전 프로 야구 선수이다. 메이저 리그 베이스볼(MLB)에서 1루수로 뛰었으며, 1879년부터 1896년까지, 그리고 1904년 잠시 선수 생활을 했다. 188 cm (6 피트 2 인치)의 키에 94 kg (207 파운드)의 몸무게로 19세기 당시에는 큰 체격에 속했기에 "빅 댄"(Big Dan)이라는 별명으로 불렸다.
야구 역사상 최초의 슬러거로 평가받고 있는데, 당대 최고의 슬러거들 사이에서도 1887년부터 1889년까지 메이저 리그 선수 개인 통산 최다 홈런 기록을 보유하고 있었으며, 통산 106홈런은 19세기 타자를 통틀어 역대 4위의 기록이다. 또한 통산 장타율 .520으로 1922년 타이 콥이 이 기록을 깨기 전까지 4,000타수 이상 소화한 메이저 리그 선수 중 통산 장타율 1위였으며, 첫 은퇴 당시에 통산 3루타 (205) 개수는 역대 2위, 타점(1,296)과 안타 부문에서도 역대 3위였다.
전성기 시절 리그를 지배했던 타자로서 타율, 득점, 타점, 출루율, 안타 등의 공격 부문에서 리그 1위 혹은 상위권을 차지했다. 19세기 선수들 중에는 가장 많은 횟수인 다섯 차례 리그 타율 1위 차지했고, 통산 타율은 .342로 오늘날에도 이 부문 역대 9위에 이름을 올리고 있다. 또한 메이저 리그 역사상 4연대(1870년대~1900년대)를 뛴 29명의 선수들 중 한 명이다.
선수 노조의 일원으로서 활발하게 활동했으며, 프로 야구 선수 동맹의 부회장으로도 선출되었다. 1945년에 베테랑 위원회의 추천으로 미국 야구 명예의 전당에 헌액되었다.

## 어린 시절
댄 브루서스는 뉴욕주 실번레이크에서 아일랜드 가톨릭 이민자 출신의 마이클(Michael)과 애니 브루더(Annie Brooder)의 아들로 태어났다. 부부가 뉴욕에 당도한 후 아버지 마이클 브루더는 뉴욕주 더치스군에 고용되어 비크먼에 있는 노천 채굴 철광산에서 일했다. 댄이라는 이름은 그가 태어난 해에 창립된 지역 가톨릭 교회인 성 데니스 성당의 이름을 따서 지어진 것으로 보인다.:4 댄에게는 마틴(Martin), 엘런(Ellen), 마거릿(Margaret)이라는 이름의 남매가 있었다.:4–5 브루더(Brooder) 일가의 성(姓)은 1880년에 이르기까지 브루더(Bruder)에서 브루서스(Brouthers)로 점차 변해갔다. 브루서스 일가는 뉴욕주 이스트피시킬의 근처 마을로 이사했다가 와핑거스폴스에 정착했으며, 아버지 마이클은 이곳에 있는 보다 더 안전한 직물 공장에서 일하게 되었다.:5
브루서스는 어린 시절 동네 야구부터 시작해 와핑거스폴스의 세미프로에 이르기까지 조직적 형태를 갖춘(organized) 야구를 했다. 1877년 7월 7일, 브루서스는 야구 경기에서 주자로 뛰다가 상대 팀인 클리퍼스 오브 할렘의 포수 조니 퀴글리와 홈에서 충돌했다. 퀴글리는 의식을 잃고 두부 외상을 입었다가, 부상의 여파로 8월 12일에 사망했다. 당국은 당시 19살이었던 브루서스에게 죄를 묻지 않았다.

## 메이저 리그 경력

### 트로이 트로전스
댄 브루서스는 1879년 6월 23일 소속팀 트로이 트로전스와 시러큐스 스타스와의 경기에서 데뷔전을 가졌고, 단타 1개를 기록하며 트로이의 역전승에 기여했다. 주 포지션은 1루수였지만 이번 시즌 세 경기에 투수로도 등판했으며, 그중 한 경기에서는 8월 21일 보스턴 레드캡스의 토미 본드와 맞대결했다. 이 경기에서 0–16으로 패했으며, 그로부터 2주가 지나지 않은 시점에 브루서스는 팀에서 방출되었다. 첫 시즌에 39경기에 출전해 타율 .274, 4홈런, 17타점을 기록했다.
방출 이후 브루서스는 뉴욕주 로체스터에 있는 마이너 리그 팀에서 뛰었고, 1880년의 버펄로 바이슨스를 맞붙은 한 시범 경기에서는 차후 명예의 전당에 헌액되는 퍼드 갤빈을 상대로 결승 홈런을 때려냈다. 마이너 리그에서 좋은 타격을 선보인 덕에 트로전스에서 다시 뛸 수 있는 기회를 얻었지만, 트로전스 유니폼을 입고 3경기 12타수 2안타만을 기록하고 다시 방출되었다.

### 버펄로 바이슨스
1881년 시즌에 직전 시즌에 상대팀으로 만나 좋은 활약을 펼쳤던 버펄로 바이슨스와 계약하면서, 주전 선수로 발돋움할 수 있는 첫 번째 기회를 얻었다. 이해 시즌 .319의 타율을 기록했으며, 1885년 시즌 후 이 팀이 사라지기 전까지 이곳에서 뛰었다. 바이슨스에서의 첫 시즌에 홈런과 장타율 부문에서 내셔널 리그 (NL) 1위를 차지했다. 당시 팀 동료 잭 로, 하디 리처드슨, 디컨 화이트과 함께 "빅 포"(Big Four)로 불렸다. 1882년과 1883년에는 각각 .368, .374의 타율을 기록하며 처음으로 두 번 타격왕 타이틀을 거머쥐었으며, 이외에도 버펄로에 있는 동안 장타율 부문 다섯 차례, 안타와 루타수 부문에서 각각 두 차례씩, 3루타와 타점 부문에서 각각 한 차례씩 내셔널 리그 1위에 이름을 올렸다. 특히 1883년 시즌의 97타점은 당시 메이저 리그 신기록이었는데, 그해 전년도에 83타점을 기록했던 캡 앤슨이 1884년 102타점을 기록하며 다시금 1위 기록을 탈환했다. 1883년 7월 19일 필라델피아 쿼커스와의 경기에서는 2개의 2루타를 포함해 6타수 6안타의 맹타를 휘둘렀고, 소속팀은 25–5로 승리했다.

### 디트로이트 울버린스와 선수 동맹

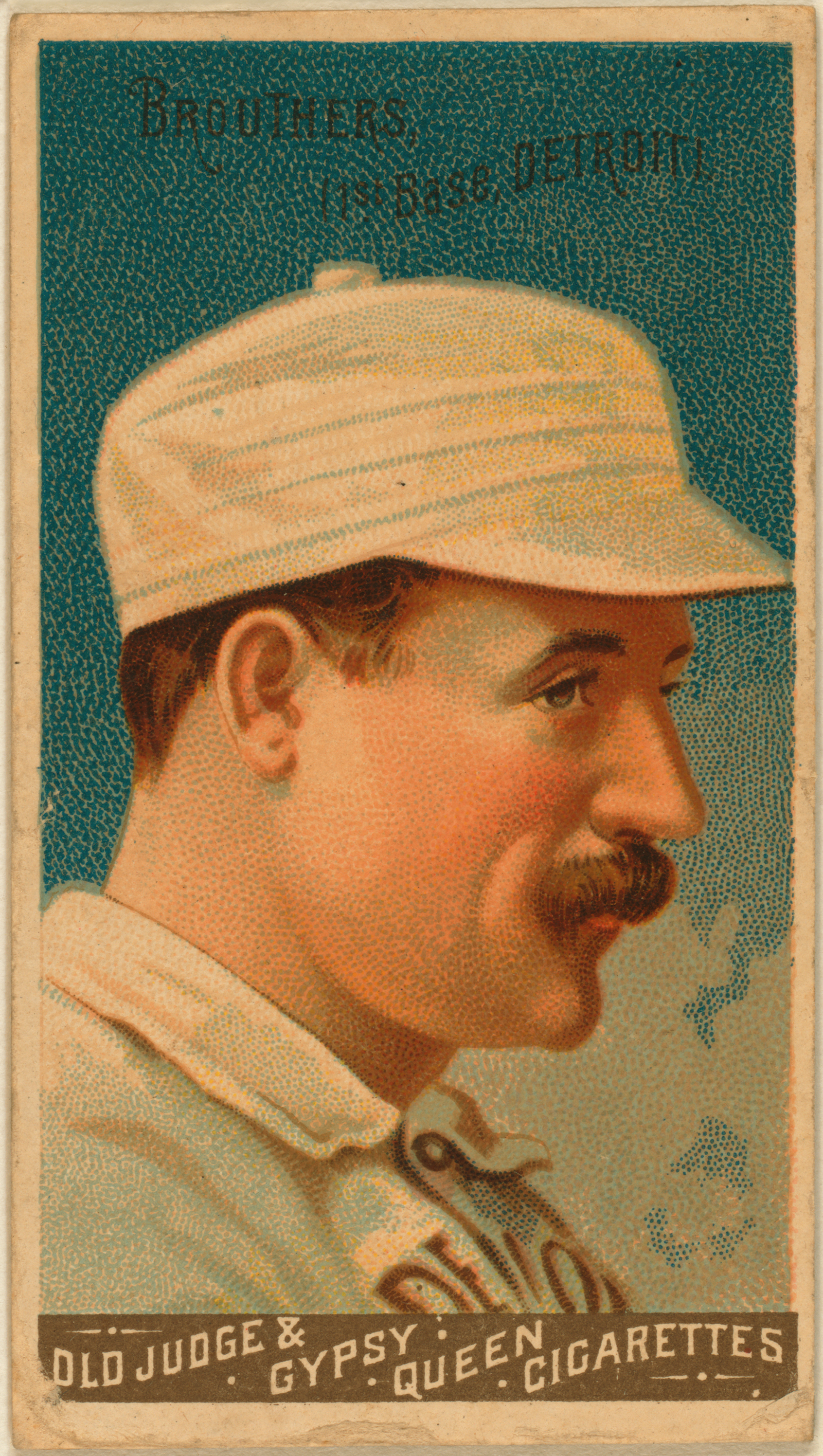
1888년 담배 야구 카드에 담긴 브루서스의 모습.

1885년 시즌 막바지에 버펄로 바이슨스 구단은 재정 문제로 인해 선수들을 팔아야 하는 상황에 놓였고, 이에 "빅 포"라고 불렸던 선수들 네 명을 7,000달러에 내셔널 리그의 디트로이트 울버린스로 넘겨주었다. 디트로이트에서의 첫 시즌이었던 1886년, 브루서스는 6년 연속 장타율 리그 1위를 질주했고, 루타수와 2루타 부문에서도 리그 1위를 했으며 홈런왕 타이틀도 가져갔다. 10개 공격 부문에서 상위 10위 안에 이름을 올렸으며, 특히 타격왕 경쟁에서 .370의 고타율로 리그 3위에 자리했다. 1886년 9월 10일, 브루서스는 1개의 2루타와 1개의 단타, 그리고 3홈런을 때려내는 활약으로 한 경기에서 15루타수를 만들어내며 내셔널 리그 기록을 수립했다. 이 기록은 바로 지난달에 아메리칸 어소시에이션 루이빌 커늘스의 가이 헤커가 세웠던 메이저 리그 기록(15루타수)과 동률이기도 했다.
당시 디트로이트 구단은 후일 명예의 전당에 헌액되는 샘 톰프슨, 네드 핸런뿐만 아니라 2루수 프레드 던랩, "빅 포", 그리고 투수 레이디 볼드윈과 프레즐스 겟지엔 등 당대의 스타들로 가득했다. 디트로이트의 1886년 시즌 최종 기록은 87승 36패로, 1위 시카고 화이트스타킹스에 2+1⁄2경기 차 뒤진 2위였다.
오프 시즌이던 1886년 11월 11일, 1885년에 최초로 조직되었던 선수 노조인 프로 야구 선수 동맹 집행위원회가 모여 존 몽고메리 워드를 회장으로 다시 선출하고 브루서스를 부회장으로 선출했다.
1886년의 선수단 구성이 전혀 달라지지 않은 1887년 시즌, 디트로이트 울버린스는 2위 필라델피아 쿼커스를 3+1⁄2경기 차로 앞선 리그 1위를 차지했다. 브루서스는 타율 .338를 기록했고 153득점, 36개의 2루타, 출루율까지 세 부문에서 리그 1위를 했고 대부분의 공격 부문에서 상위 10위 안에 이름을 올렸다. 디트로이트 구단은 브루서스와 톰프슨, 리처드슨의 활약 속에 팀 타율, 득점, 장타율 부문에서 리그 1위를 했으며, 세인트루이스 브라운스와 15차전의 맞대결을 펼치는 월드 시리즈를 치렀다. 디트로이트 울버린스는 11차전에서 시리즈 8번째 승리를 거두면서 승리를 확정지었지만, 두 팀은 남은 경기마저도 다 참여하면서 최종적으로 디트로이트가 10승, 세인트루이스가 5승으로 시리즈를 마무리했다. 브루서스는 월드 시리즈에서 한 경기에만 출전, 3타수 2안타를 기록했다.
시즌 종료 후인 1887년 11월 17일, 내셔널 리그의 구성원들은 세 명의 선수(워드, 핸런, 브루서스)로 구성된 선수 동맹 위원회를 만나 선수 동맹을 공식적으로 인정했다.
1888년 시즌, 디트로이트는 지난 시즌의 호성적을 이어가지 못하며 68승 63패로 1위 뉴욕 자이언츠에 16경기 뒤진 5위에 자리했다. 브루서스 또한 지난 시즌 만큼의 활약을 하지 못하면서 성적이 하락했으나, 그럼에도 118득점으로 이 부문 리그 1위를 한데 이어 2루타 부문에서도 3년 연속 1위에 이름을 올렸다. 디트로이트의 성적 하락의 요인은 팀을 이끄는 주요 선수들의 부상이 장기화된 데 따른 것으로, 한편 베테랑 선수들의 연봉 요구를 둘러싸고 혼란이 발생한 가운데 관중 수는 감소하면서 구단은 문을 닫아야 하는 지경에 이르렀다. 이러한 가운데, 10월 6일 브루서스는 보스턴 비니터스에 팔렸다.

### 보스턴

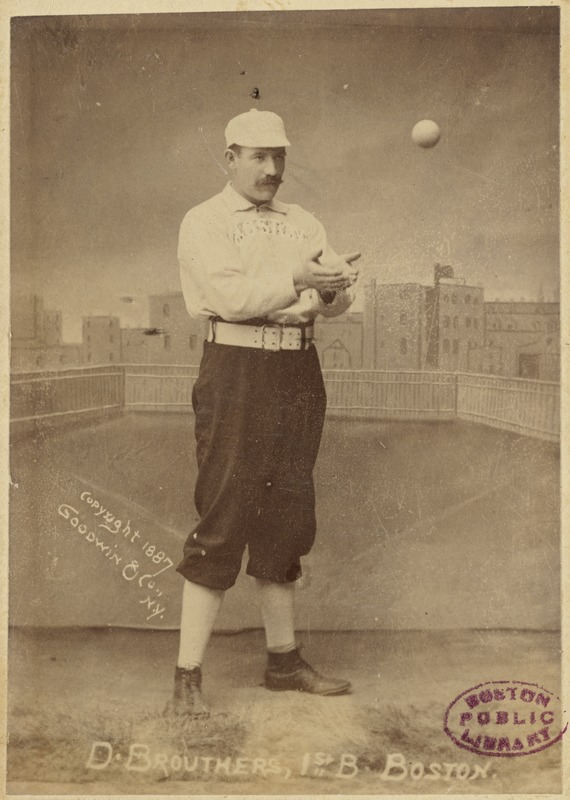
1887년 플레이어스 리그 보스턴 레즈의 유니폼을 입은 댄 브루서스의 사진. 보스턴 공공도서관에 소장되어 있는 마이클 T. 맥그리비의 수집품 중 일부.

비니터스에서 뛴 유일한 시즌이었던 1889년, 브루서스는 리그 1위의 타율인 .373을 마크하는 동시에 105득점과 118타점을 기록했다. 삼진은 시즌 내내 여섯 번밖에 당하지 않았다. 시즌 첫 번째 삼진이 6월 11일 자이언츠와의 경기에서 미키 웰치에게 당한 것일 정도였다.
시즌 종료 후 다른 메이저 리그 선수들과 마찬가지로 선수 동맹이 설립한 리그인 플레이어스 리그로 이적했는데, 이 리그는 이미 존속하고 있던 두 개의 다른 메이저 리그와 경쟁 관계에 놓였다. 브루서스는 보스턴 레즈와 계약을 맺고 맞이한 시즌에서 .330대의 타율을 기록하는 동시에 출루율 부문에서는 리그 1위를 했다. 소속팀 보스턴 레즈는 브루서스를 비롯해 해리 스토비, 하디 리처드슨, 찰스 래드번, 선수 겸 감독 킹 켈리의 활약을 바탕으로 2위 브루클린 워즈 원더스에 6+1⁄2경기 차 앞선 리그 1위를 차지했다.
플레이어스 리그는 한 시즌만 존속했으며, 레즈 구단은 전년도 우승의 주역들이 함께한 채로 아메리칸 어소시에이션으로 리그 소속이 변경되었다. 새 시즌에서 보스턴 레즈는 2위 세인트루이스 브라운스에 8+1⁄2경기 차 앞서며 다시 리그 1위에 올랐다. 브루서스는 타율 (.350), 출루율, 장타율 부문에서는 리그 1위에, 3루타는 19개로 리그 2위에, 2루타는 26개로 리그 6위에, 109타점으로 이 부문에서는 리그 3위에 이름을 올렸다.

### 커리어 말년

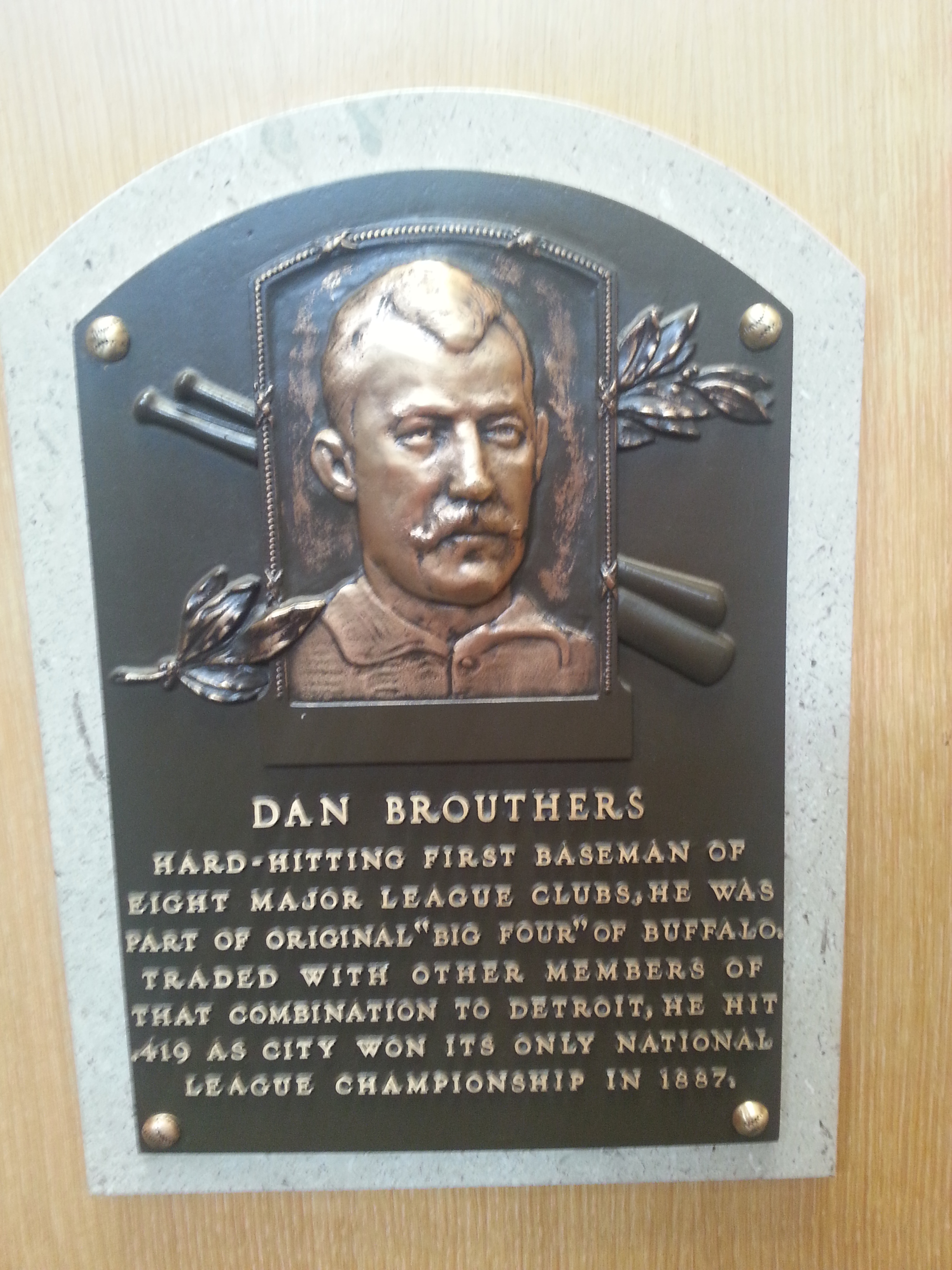
미국 야구 명예의 전당에 있는 브루더스의 동판.

1891년 시즌을 마지막으로 아메리칸 어소시에이션이 문을 닫으면서, 브루서스는 내셔널 리그의 브루클린 그룸스로 보내졌고, 그곳에서 두 시즌을 뛰었다. 그중 첫 번째 시즌이 특히 성공적이었는데, 타율, 안타, 타점, 루타수 부문에서 리그 1위를 했다. 1893년 시즌에는 소속팀에서 77경기만을 뛰었으나 타율은 .337로 뛰어난 편이었다. 이 시즌 후 브루서스는 윌리 킬러와 함께 볼티모어 오리올스의 빌리 쉰들과 조지 트레드웨이의 맞상대로 트레이드되었다.
볼티모어 오리올스에는 후일 명예의 전당에 입성하는 3루수 존 맥그로, 포수 윌버트 로빈슨, 유격수 휴이 제닝스, 중견수 조 켈리 등 팀의 핵심 선수들이 있었고, 이 트레이드를 통해 볼티모어 선수단에 역시 명예의 전당에 입성하게 되는 두 명의 선수가 합류하게 되었다. 오리올스는 이해 리그 우승을 차지했으며, 브루서스는 이번 시즌 타율 .347, 루타수 리그 7위, 타점 (128) 5위, 2루타 (39) 4위, 3루타 (23) 5위 등으로 다시 맹활약을 펼치며 자신의 마지막 풀타임 시즌을 보냈다.
브루서스는 선수 시절, 특히 볼티모어에 있던 때에 켈리라는 이름의 아이리시 세터를 데리고 다니는 것으로 유명했는데, 매번 개를 선수 구역에 앉히곤 했다. 하지만 주변 선수들은 이를 별로 개의치 않았는데, 개가 품행이 매우 바르고 자리를 박차고 필드 위로 뛰쳐나가나는 일이 전혀 없고 자주 짖지도 않았기 때문이다.
1895년 시즌 초 볼티모어는 500달러에 브루서스를 루이빌 커늘스에 팔았다. 브루서스는 기량의 노쇠함을 보이며 루이빌에서 24경기 밖에 출전하지 못했으나, 끝내 .309의 타율로 3할 이상의 시즌 타율을 기록했다. 시즌 후 루이빌은 500달러에 브루서스를 필라델피아 필리스에 넘겼으며, 1896년 브루서스는 필라델피아에서 57경기를 소화하며 .344의 타율을 기록했다. 이해 시즌은 브루서스가 은퇴 직전이었던 1904년에 뉴욕 자이언츠에서 두 경기 출전하기 전까지 메이저 리그에서 선수로 뛰었던 마지막 시즌이었다.
브루서스는 오늘날에도 여러 공격 부문에서 역대 순위에 이름을 올리고 있다. 통산 타율 .342는 역대 9위, 3루타 205개는 역대 8위, 통산 출루율 .423는 역대 15위이다. 또한 홈런 부문에서도 로저 코너 (138), 샘 톰프슨 (127), 스토비 (122)에 이어 마이크 티어넌과 함께 19세기 홈런 타자들 중 통산 홈런 역대 4위에 자리하고 있다.

## 은퇴 이후의 삶과 평가

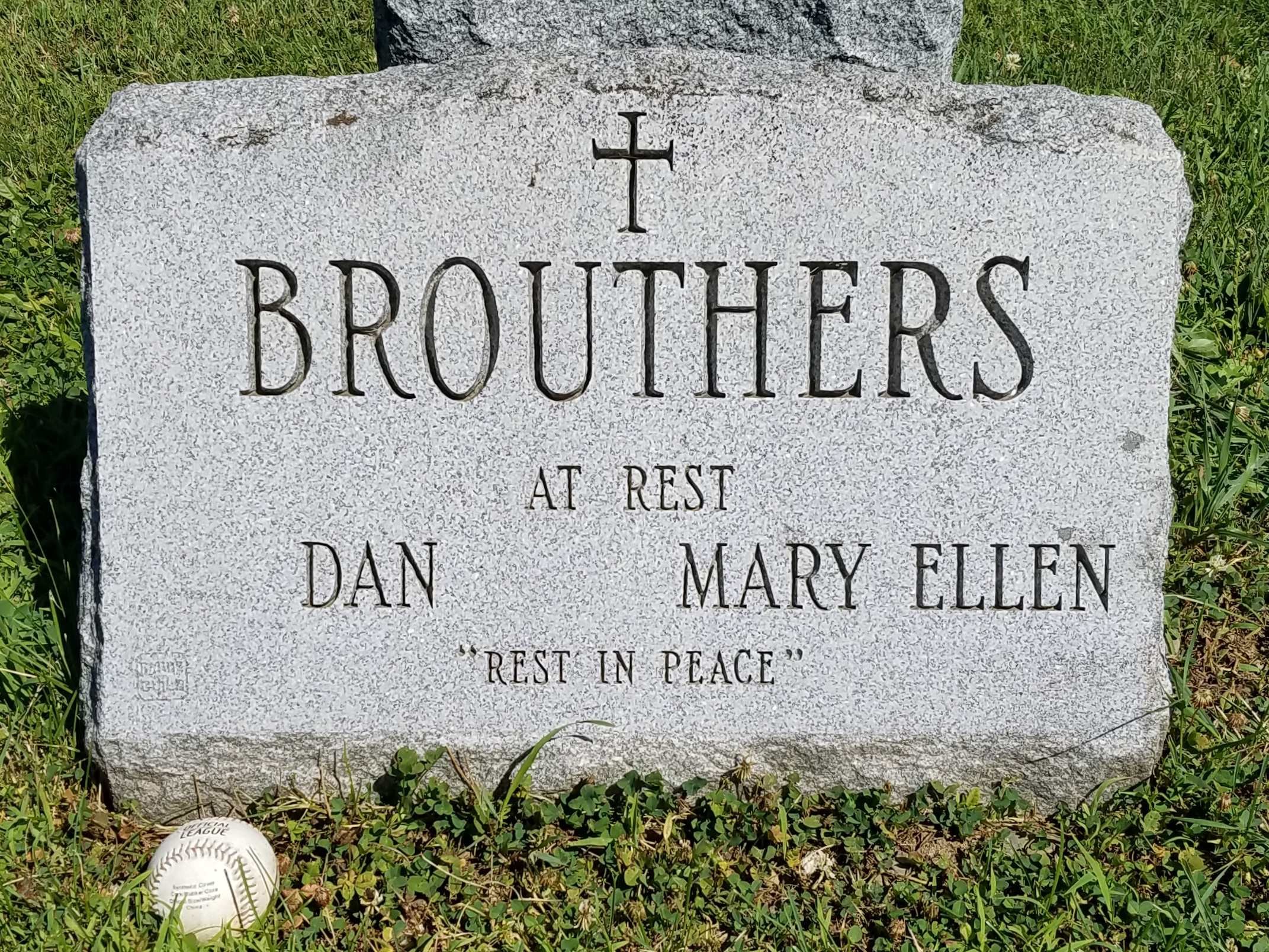
와핑거스폴스의 세인트 메리 교회 공동묘지에 있는 브루서스의 무덤.

브루서스는 1898년 시즌 마이너 리그 팀인 이스턴 리그의 토론토 메이플 리프스에서 뛰면서 .415의 타율로 타격 타이틀을 차지했다. 시간이 지나 46세의 나이에 허드슨 리버 리그의 포킵시 콜츠에서 뛰며 .373의 타율을 기록, 다시 이 부문 리그 1위에 올랐다.
은퇴 후에도 오랫동안 야구계와 가깝게 지내던 브루서스는 예전 팀 동료였던 뉴욕 자이언츠의 존 맥그로 감독의 도움으로 폴로 그라운즈에서 기자들의 출입을 관리하는 일을 했다. 이후 브루서스는 자이언츠 구단에서 거의 20년 동안 이 직책을 포함해 여러 보직에서 일했다.
브루서스는 1884년의 신년전야에 뉴욕에 정착한 아일랜드계 이민자이자 가톨릭 신자였던 메리 엘런 크로크(Mary Ellen Croak)와 함께 와핑거스폴스에 있는 세인트 메리 교회에서 결혼식을 올렸다. 둘은 브루서스가 사망하기 전까지 48년 동안 결혼 생활을 유지했으며, 그 사이로는 4명의 자녀가 있었다.
브루서스는 뉴저지주 이스트오렌지에서 74세의 나이로 사망했으며, 시신은 와핑거스폴스에 있는 세인트 메리 교회 공동묘지에 묻혔다. 작은 마을인 이스트오렌지에 있는 베테랑스 공원에는 그를 기리고 있는 기념비가 있다. 1945년, 브루서스를 비롯해 1910년 이전에 활약했던 스타 선수들이 베테랑 위원회를 통해 야구 명예의 전당에 헌액되었다. 1985년에는 브루서스가 버펄로에서의 활약을 기리는 의미로 버펄로 야구 명예의 전당에 헌액되었다. 1992년 미국야구연구협회가 진행한 조사에서는 19세기에 활약했던 위대한 선수들 중 역대 여섯 번째로 브루서스를 꼽았다.

### 내용주
1. ↑  댄 브루서스의 통산 안타 개수는 자료 출처에 따라 다르게 나타나고 있다. 브루서스가 은퇴하던 당시에는 통산 2,349안타를 기록한 것으로 되어 있고 오늘날 메이저 리그 베이스볼에서도 이를 인정하고 있다. 하지만 이는 또한 볼넷을 안타로 포함해 계산하던 1887년의 71볼넷을 포함한 수치로, 다른 해의 기록에도 약간의 차이가 나타나고 있다. 하지만 대부분의 자료들은 브루서스의 통산 안타 개수를 2,296개로 적고 있다.
2. ↑  댄 브루서스는 1887년과 그 이전에 보스턴을 연고지로 한 팀에 소속된 적이 없다. 사진에 적힌 연도 표기는 오기로 보인다.

### 참조주
1. ↑  James, Bill (2003). 《The New Bill James Historical Baseball Abstract》 (영어). Simon and Schuster. 438쪽. ISBN 0-7432-2722-0.
2. 1 2 3 4  “The Ballplayers: Dan Brouthers”. 《baseballbiography.com》 (영어). 2008년 10월 6일에 원본 문서에서 보존된 문서. 2008년 6월 15일에 확인함.
3. 1 2  “The National Baseball Hall of Fame: Dan Brouthers”. 《baseballhalloffame.org》 (영어). 2008년 1월 12일에 원본 문서에서 보존된 문서. 2008년 6월 19일에 확인함.
4. ↑  “Progressive Leaders & Records for Home Runs”. 《baseball-reference.com》 (영어). 2015년 3월 15일에 원본 문서에서 보존된 문서. 2008년 6월 19일에 확인함.
5. 1 2 3 4  “Dan Brouthers Stats”. 《retrosheet.org》 (영어). 2015년 9월 24일에 원본 문서에서 보존된 문서. 2008년 6월 15일에 확인함.
6. 1 2 3 4  Kerr, Roy (2013). 《Big Dan Brouthers: Baseball's First Great Slugger》 (영어). McFarland. 43쪽. ISBN 9780786475605. 2018년 7월 5일에 확인함.
7. 1 2 3 4  “Dan Brouthers' obituary”. 《The New York Times, August 3, 1932》 (영어). 2007년 9월 29일에 원본 문서에서 보존된 문서. 2008년 6월 15일에 확인함.
8. 1 2 3 4 5 6 7 8 9 10 11 12 13  “Dan Brouthers career chronology”. 《baseballbiography.com》 (영어). 2015년 9월 15일에 원본 문서에서 보존된 문서. 2008년 6월 15일에 확인함.
9. 1 2 3 4 5 6 7 8 9 10 11 12 13 14 15 16 17  “Dan Brouthers career stats”. 《baseball-reference.com》 (영어). 2008년 6월 22일에 원본 문서에서 보존된 문서. 2008년 6월 15일에 확인함.
10. ↑  “1886 Detroit Wolverines season stats”. 《baseball-reference.com》 (영어). 2014년 7월 6일에 원본 문서에서 보존된 문서. 2008년 6월 15일에 확인함.
11. ↑  “1886 National League Standings”. 《baseball-reference.com》 (영어). 2008년 6월 13일에 원본 문서에서 보존된 문서. 2008년 6월 15일에 확인함.
12. ↑  “1887 Detroit Wolverines season stats”. 《baseball-reference.com》 (영어). 2008년 7월 5일에 원본 문서에서 보존된 문서. 2008년 6월 15일에 확인함.
13. 1 2  “Detroit Wolverines/1887 World Series”. 《michigan.gov》 (영어). 2008년 3월 11일에 원본 문서에서 보존된 문서. 2008년 6월 15일에 확인함.
14. ↑  “1887 National League Standings”. 《baseball-reference.com》 (영어). 2008년 6월 13일에 원본 문서에서 보존된 문서. 2008년 6월 15일에 확인함.
15. ↑  “1887 World Series stats”. 《baseball-reference.com》 (영어). 2015년 3월 30일에 원본 문서에서 보존된 문서. 2008년 6월 15일에 확인함.
16. ↑  “1888 National League Standings”. 《baseball-reference.com》 (영어). 2008년 6월 13일에 원본 문서에서 보존된 문서. 2008년 6월 15일에 확인함.
17. ↑  “A Structure To Last Forever":The Players' League And The Brotherhood War of 1890”. 《by Ethan M. Lewis》 (영어). 2008년 5월 10일에 원본 문서에서 보존된 문서. 2008년 6월 15일에 확인함.
18. ↑  “1890 Boston Reds season stats”. 《baseball-reference.com》 (영어). 2014년 7월 7일에 원본 문서에서 보존된 문서. 2008년 6월 15일에 확인함.
19. ↑  “1890 Players' League Standings”. 《baseball-reference.com》 (영어). 2009년 2월 16일에 원본 문서에서 보존된 문서. 2008년 6월 15일에 확인함.
20. ↑  “1891 Boston Reds season stats”. 《baseball-reference.com》 (영어). 2008년 6월 14일에 원본 문서에서 보존된 문서. 2008년 6월 15일에 확인함.
21. ↑  “1891 American Association Standings”. 《baseball-reference.com》 (영어). 2008년 7월 8일에 원본 문서에서 보존된 문서. 2008년 6월 15일에 확인함.
22. ↑  “1894 Baltimore Orioles season stats”. 《baseball-reference.com》 (영어). 2008년 6월 22일에 원본 문서에서 보존된 문서. 2008년 6월 15일에 확인함.
23. ↑  James, Bill (2003). 《The New Bill James Historical Baseball Abstract》 (영어). Simon and Schuster. 438–39쪽. ISBN 0-7432-2722-0.
24. ↑  “19th Century Baseball History”. 《geocities.com》 (영어). 2009년 10월 20일에 원본 문서에서 보존된 문서. 2008년 6월 15일에 확인함.
25. ↑  “Dan Brouthers' Monument”. 《www.ballparkreviews.com》 (영어). 2008년 5월 13일에 원본 문서에서 보존된 문서. 2008년 6월 15일에 확인함.
26. ↑  “Buffalo Baseball Hall of Fame” (영어). 2012년 3월 7일에 원본 문서에서 보존된 문서. 2012년 8월 29일에 확인함.
27. ↑  “SABR Century Survey Results”. 《The SABR Bulletin》 (영어) (Cleveland: Society for American Baseball Research) 29 (7): 8–9. 1999년 7–8월.